# Подрост

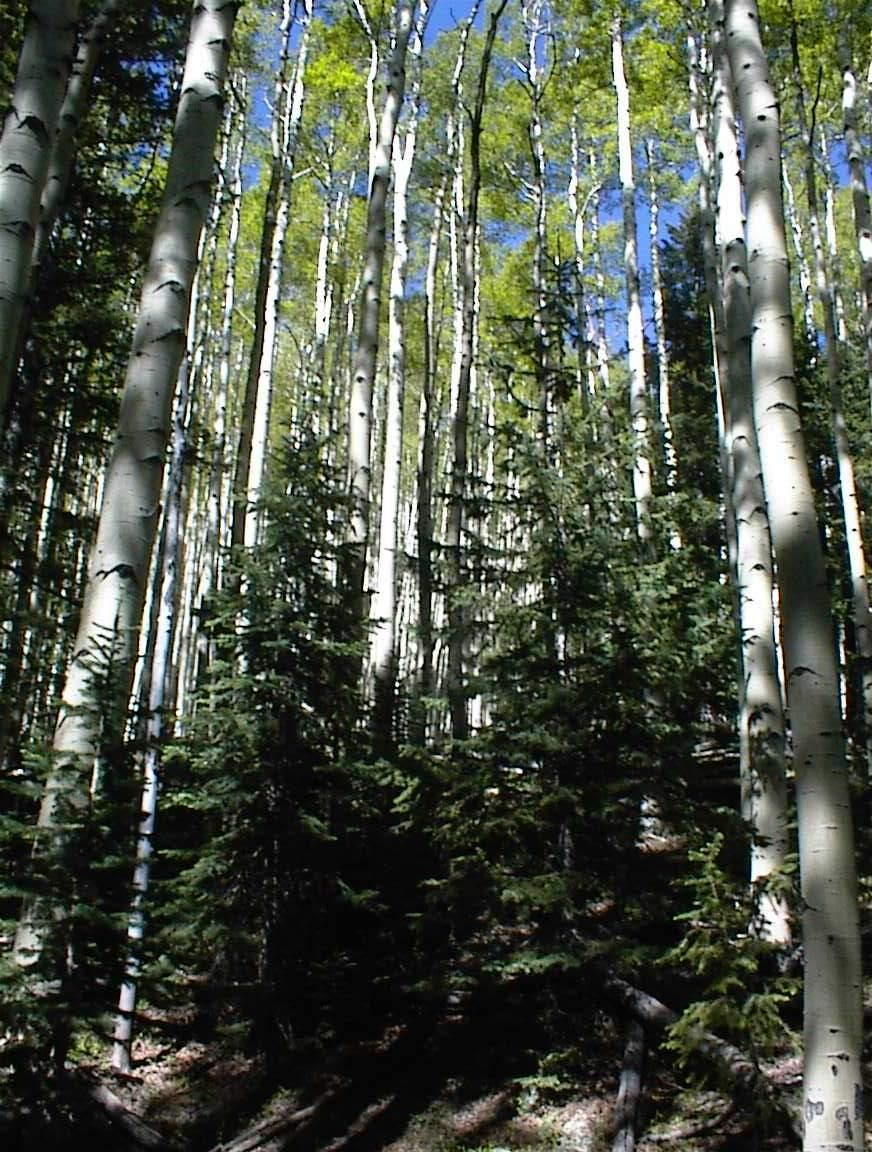
Одновозрастное насаждение из осины с еловым подростом

Подро́ст — молодое поколение деревьев, выросшее под пологом леса или на свободном от леса месте (вырубка, гарь и др.), способное стать главным ярусом древостоя (чем отличается от подлеска).
Происхождение подроста может быть как семенным, так и вегетативным. Обычно различают непосредственно подрост и «всходы» семенного происхождения возрастом от одного года до трёх-пяти лет (на севере до десяти лет).
«Всходы» в зависимости от семян разделяют на:
1. самосев — для пород с тяжёлыми семенами (хвойные и некоторые лиственные породы);
2. налёт — для пород с лёгкими семенами (некоторые лиственные породы, например, берёза, осина)[2].

У подроста группа возраста — молодняк. Даже в одновозрастном подросте заметны различия по различным признакам: в высоте, толщине, облиственности и тому подобное. Освещение, температура, почв, сомкнутость существующего полога являются основными факторами, от которых зависит интенсивность развития полога. Оказывают влияние и отдельные деревья, как старшие, так и входящие в этот подрост.
Самыми жизнеспособными и ценными в хозяйственном отношении являются группы подроста, образованные одной породой, то есть создающие чистое лесное насаждение.
Подрост полезен окружающей среде, благодаря ему стволы деревьев старших поколений меньше обрастают сучьями. Для появления и сохранения подроста производят мероприятия, способствующие естественному возобновлению леса, например, рубки ухода, постепенные рубки, выборочные рубки, создание лесозащитных полос и многое другое. Места с нарушенной сомкнутостью полога древостоя обычно являются лучшими для естественного развития подроста.
Подрост может иметь как естественное или искусственное происхождение, так и комбинированное. Происхождение подроста может быть непрерывным, предварительным, сопутствующим и последующим возобновления, и, кроме того, смешанным. Основными характеристиками подроста являются: количество растений на единице площади (в абсолютных единицах), густота, встречаемость, качество. Различные системы оценки конкретного подроста имеют от двух (жизнеспособный — нежизнеспособный) до шести уровней.